# Yes! (revista)
YES! é uma editora independente e sem fins lucrativos de jornalismo de soluções. YES! foi fundada por David Korten e Sarah van Gelder; Christine Hanna, fundadora e ex-codiretora da Seattle Good Business Network, é a diretora executiva.
O primeiro número da revista foi publicado no verão de 1996. É publicado trimestralmente e tem o ISSN 1089-6651 e  sn 96044464.
As edições da YES! exploram uma questão específica em profundidade e fornecer recursos para que os leitores possam-se envolver nessa questão. Os números anteriores abordaram temas como a transição justa, a cidade santuário, a economia solidária e a descolonização.
A revista é impressa em papel reciclado e arquiva todas as suas edições online.
YES! é membro do Media Consortium, uma rede internacional de mais de 70 organizações independentes de jornalismo progressista, incluindo Mother Jones, The Nation, Grist, Democracy Now!, e outros YES! e outros meios de comunicação social participaram num estudo de 2017 que analisou o impacto que poderiam ter no debate nacional.
Em 2015, a revista YES! foi apresentada na turné de julho de Neil Young promovendo The Monsanto Years. Young selecionou cinco revistas para serem apresentadas numa tenda "Notícias em que você pode confiar", incluindo a YES! , The Nation, Mother Jones, Revista Permaculture e Earth Island Journal.

## Prémios
- Vencedor do prémio de excelência de 2017 pela coluna de Zenobia Jeffries sobre justiça racial da Associação Nacional de Jornalistas Negros.[12]
- Vencedor do Prémio de Excelência Noroeste de 2016 da Sociedade de Jornalistas Profissionais,  Jennifer Luxon e Stephen Miller da YES!receberam o primeiro lugar em inovação digital.[13]
- Segundo lugar, Prémio de Excelência Noroeste 2016, A equipa da YES! recebeu por excelência em duas edições, Vida Depois do Petróleo e Justiça de Género.
- Vencedor do prémio Salute to Excellence da Associação Nacional de Jornalistas Negros de 2016. Liz Pleasant da YES! ganhou o primeiro lugar em comentários.[14]
- Vencedor do Prémio de Excelência Noroeste de 2015 da Sociedade de Jornalistas Profissionais, Marcus Harrison Green YES!  ganhou o primeiro lugar em reportagens sobre governo e política.[15]
- Vencedora do Prémio de Excelência Noroeste 2015,[16] A equipa da YES! recebeu o primeiro lugar em reportagens sobre questões sociais e o terceiro lugar em reportagens sobre meio ambiente, natureza e ciência.
- Segundo lugar, Prémio de Excelência Noroeste 2015, A equipa da YES! recebeu o segundo lugar por um vídeo de notícias online.
- Vencedor do prémio Utne Media de 2013 de Excelência Geral.[17]
- Vencedor do prémio Utne Reader Alternate Press de 2001 de Melhor Cobertura Cultural e foi indicado para Melhor Cobertura Política em 2004.[18]